# 72-я улица (линия Бродвея и Седьмой авеню, Ай-ар-ти)
|     |   |   |     |     |   |   |     |
| · л | · | · | · э | · э | · | · | · л |

|     |   |   |     |     |   |   |     |
| · л | · | · | · э | · э | · | · | · л |

«72-я улица» (англ. 72nd Street) — станция Нью-Йоркского метрополитена, расположенная на линии Бродвея и Седьмой авеню, Ай-ар-ти.  На станции останавливаются маршруты: 1 (круглосуточно), 2 (круглосуточно) и 3 (круглосуточно). Экспресс-пути используются маршрутами 2 (круглосуточно, кроме ночи) и 3 (круглосуточно). Локальные пути используются маршрутами 1 (круглосуточно) и 2 (ночью). Станция представлена двумя островными платформами, обслуживающими четыре пути.
Станция была открыта 27 октября 1904 года в составе первой очереди сети Interborough Rapid Transit Company (IRT). В это время поезда ходили от станции Сити-холл до 145-й улицы. В 1950-х рассматривался вариант преобразования станции в локальную, путём отгораживания экспресс-путей от платформ. Это рассматривалось в связи с тем, что локальная станция 59-я улица — Колумбус-Серкл стала пересадочной и её собирались превратить в экспресс-станцию.
Станция имеет два входных павильона. Один из них был спроектирован архитектурной компанией «Хайнс энд Лафарж», как и входные павильоны ряда других станций, и открыт вместе с самой станцией в 1904 году; он занесён в Национальный реестр исторических мест США. Другой был построен в ходе реконструкции станции в 2002 году.

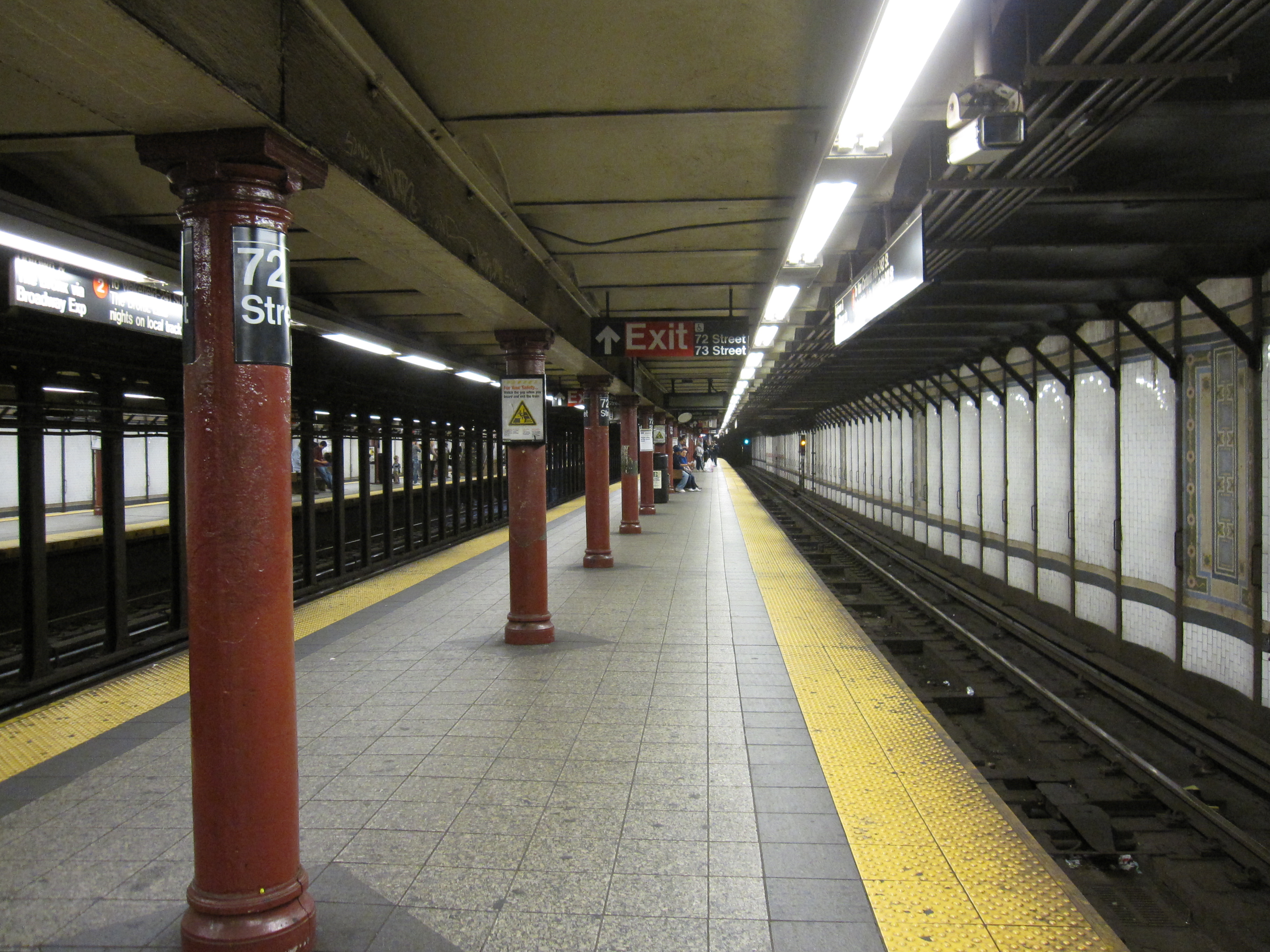
Платформа
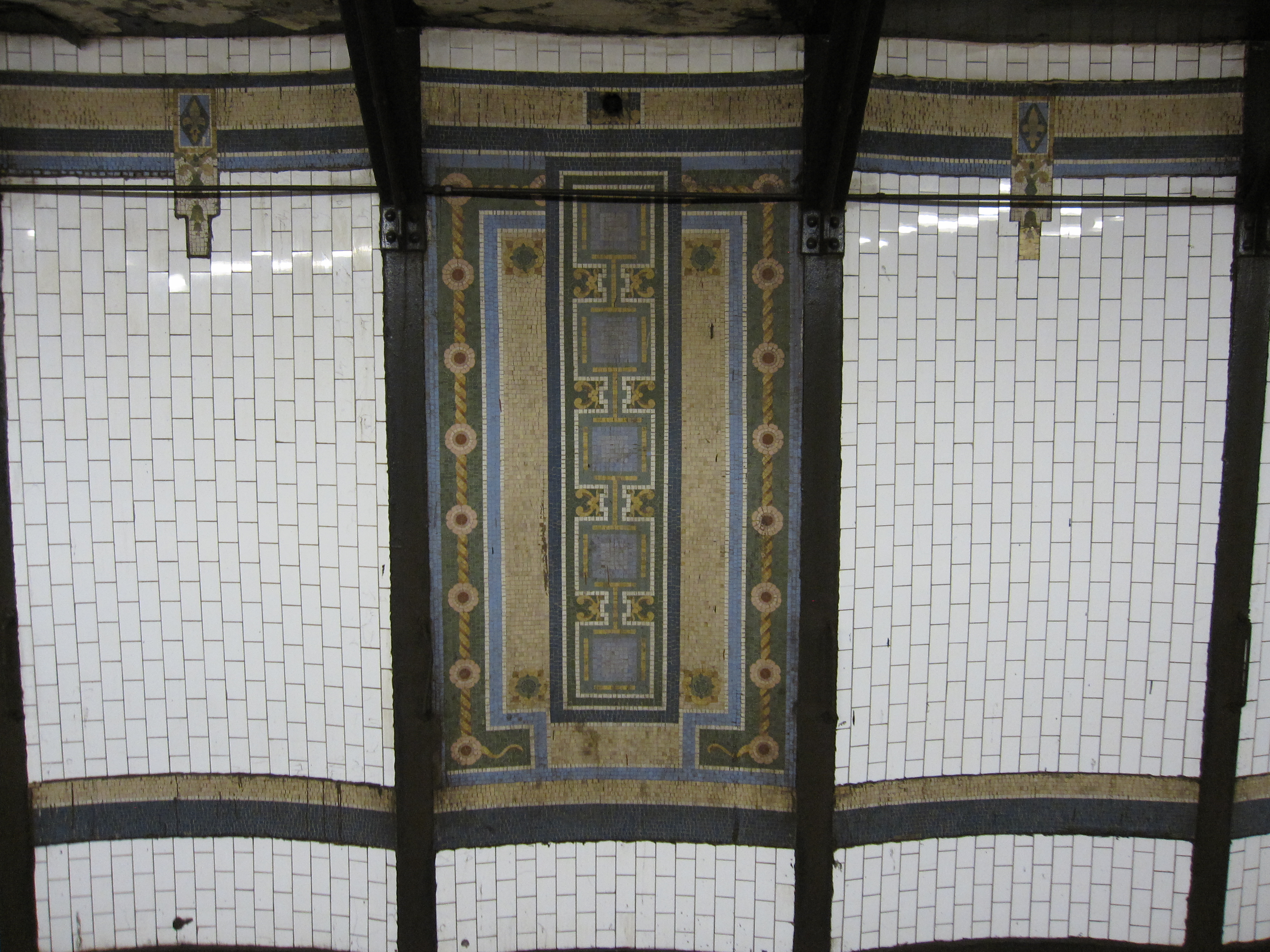
Мозаика
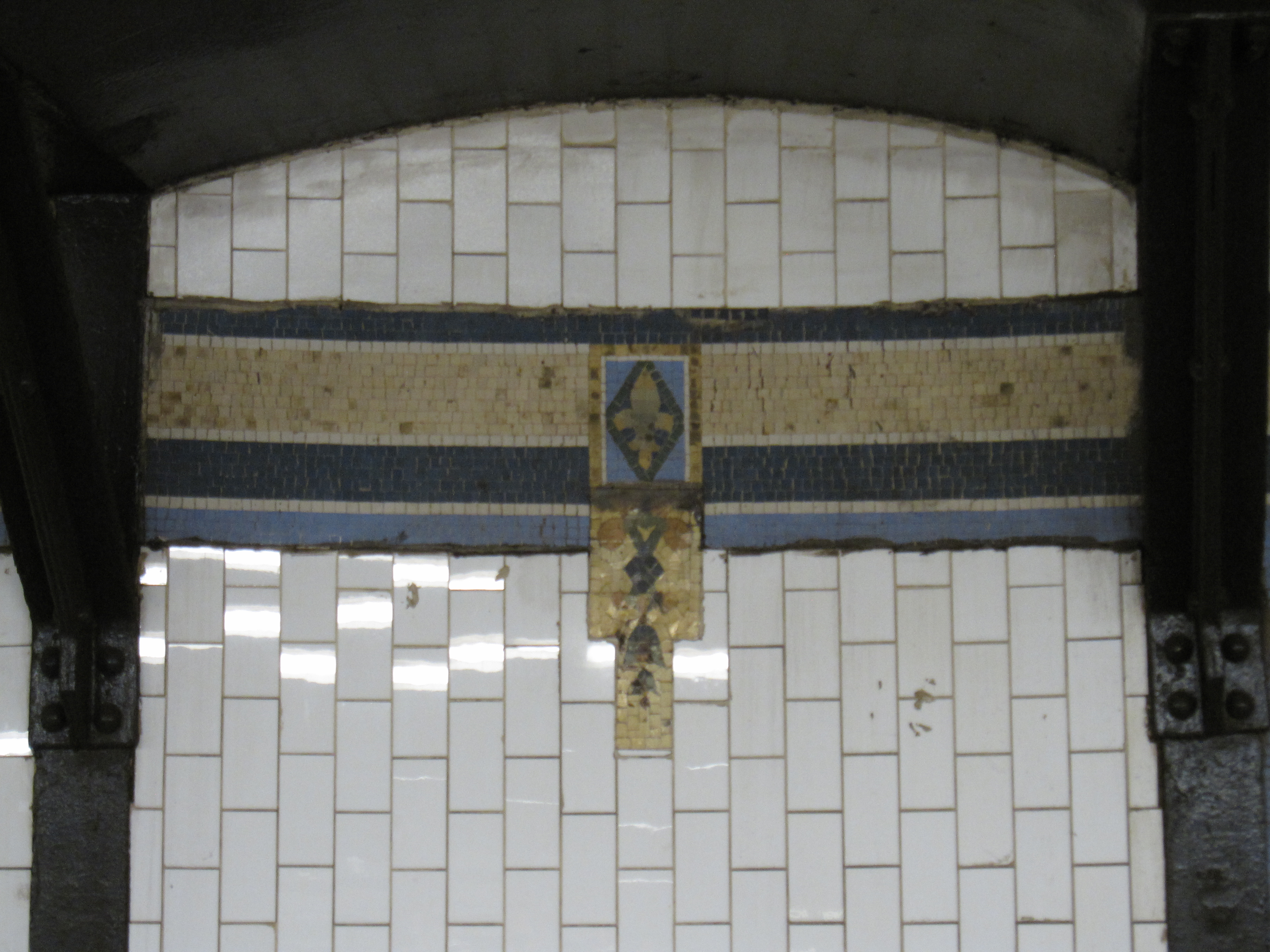
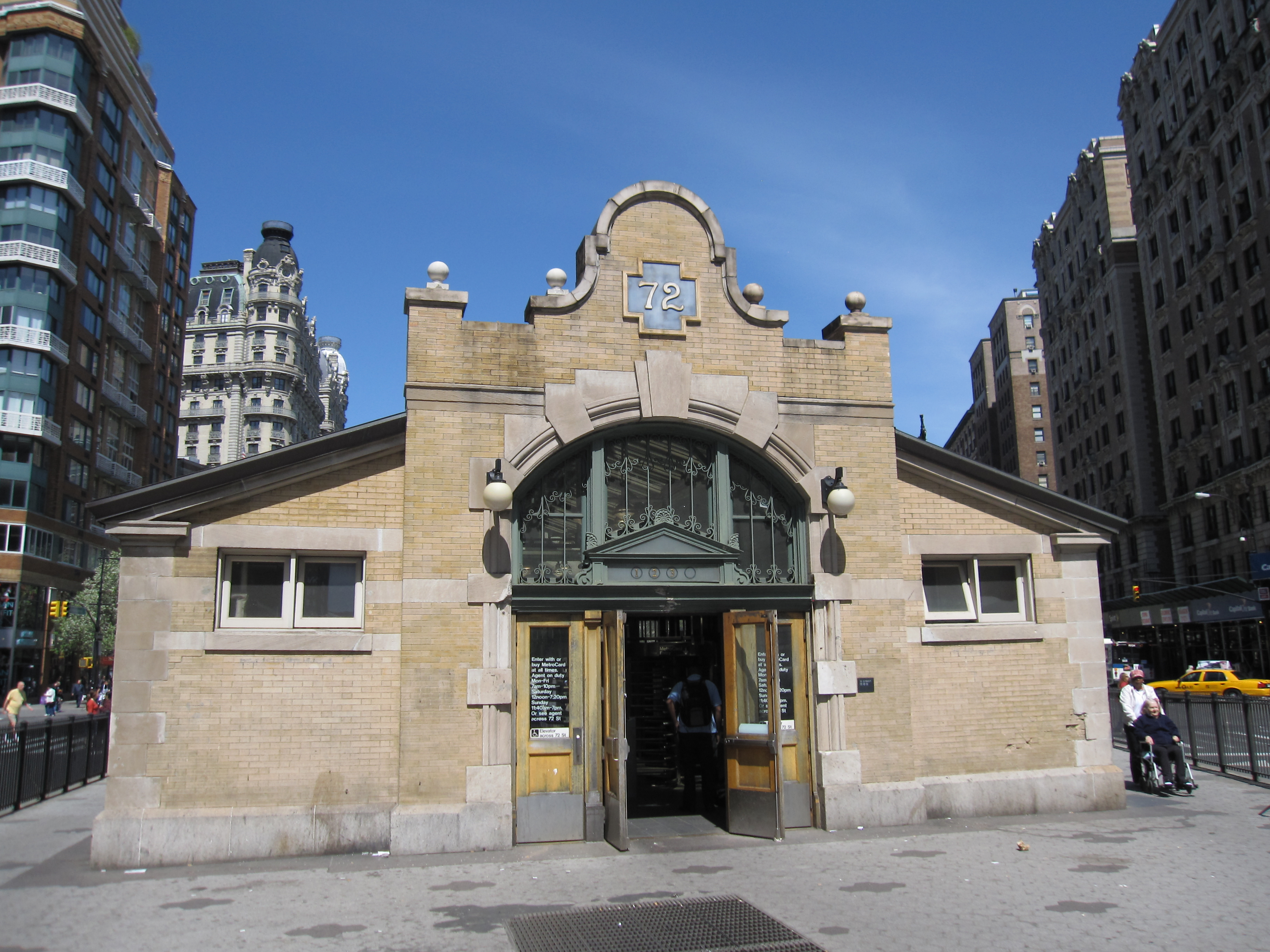
Старый входной павильон
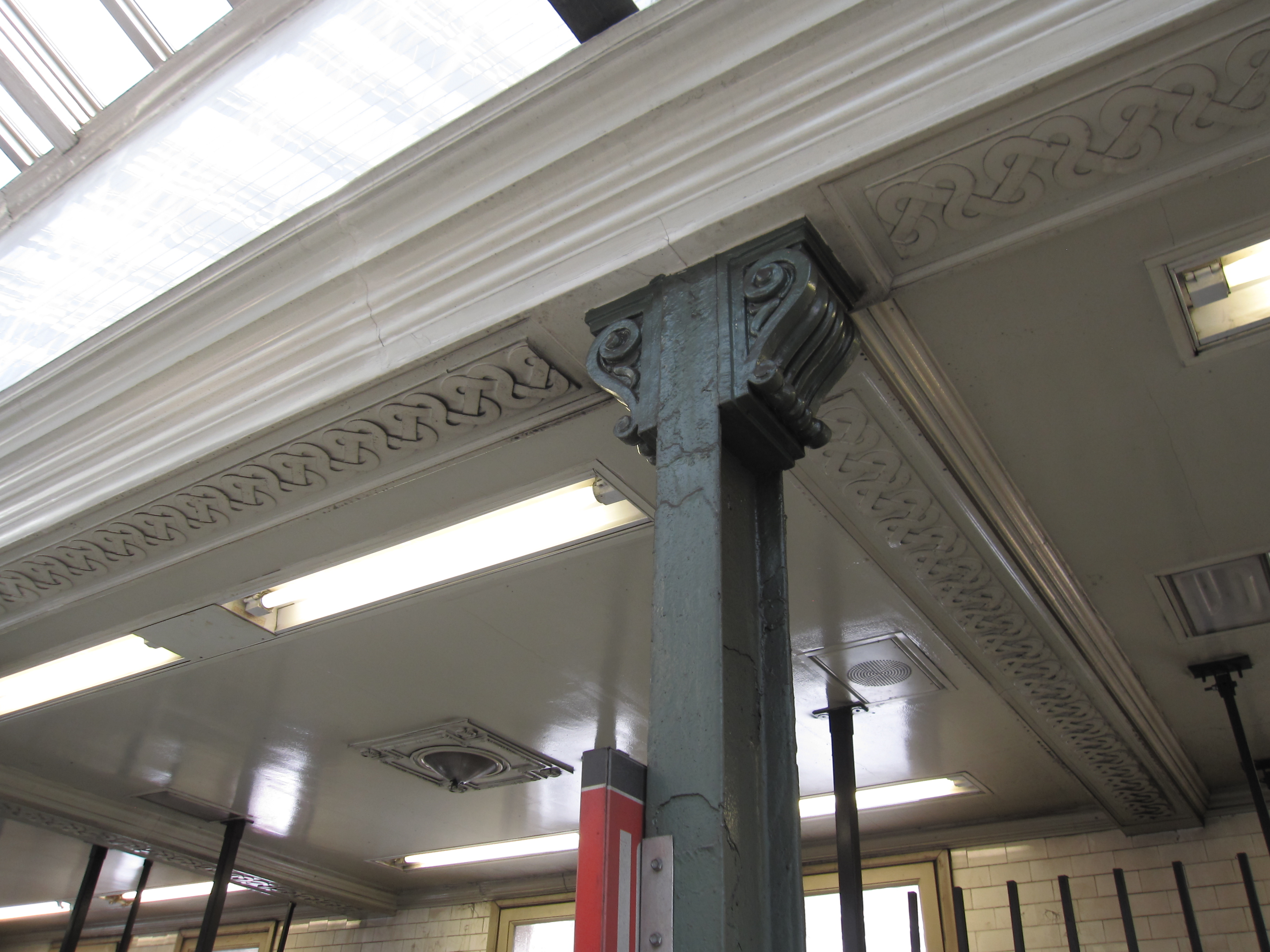
Фрагмент колонны и потолка в старом павильоне
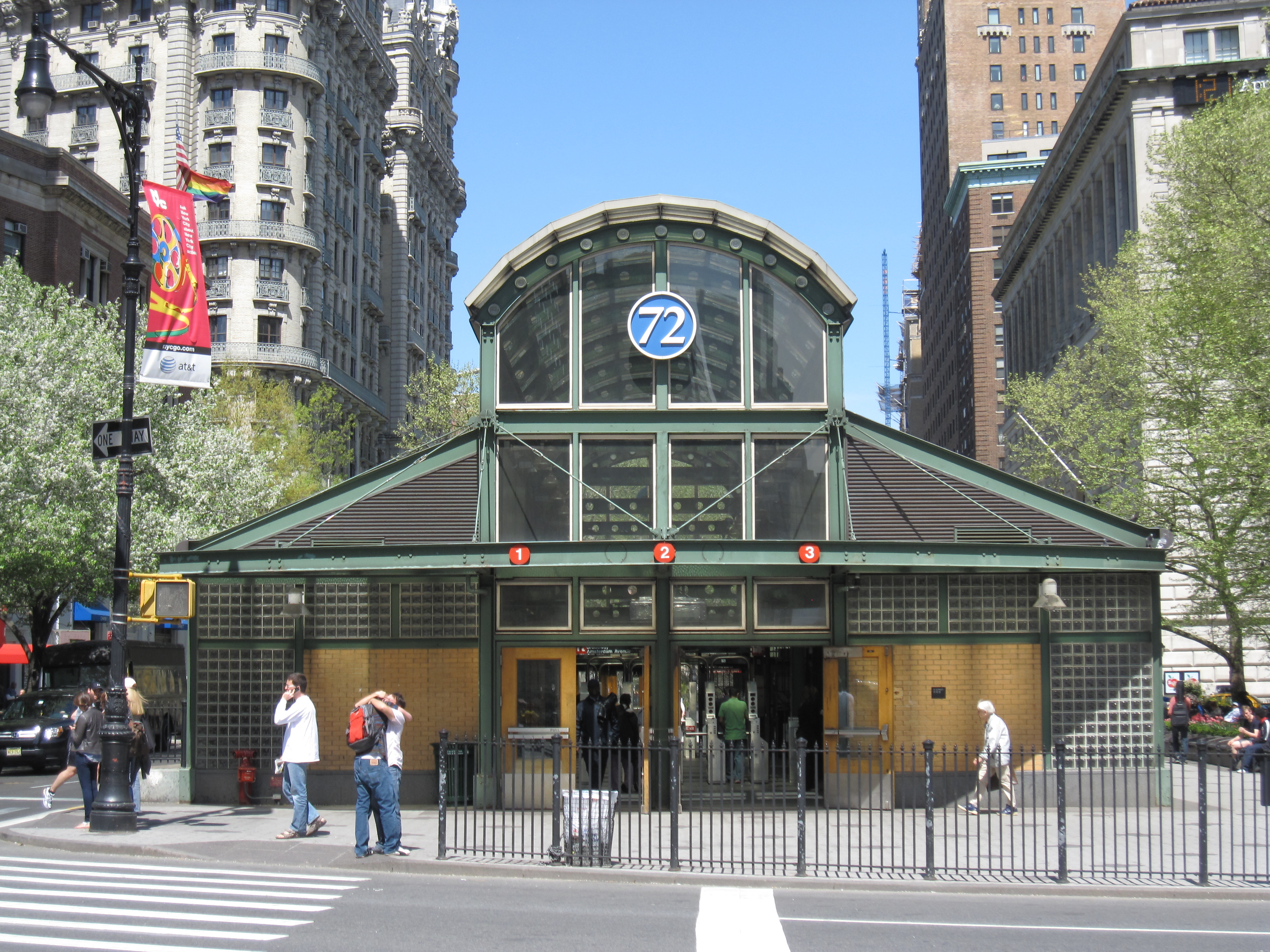
Новый входной павильон